# Пиков, Михаил Иванович
Михаил Иванович Пи́ков (17 (30) сентября 1903, деревня Шмониха Вятской губ. — 20 января 1973, Москва) — советский график, иллюстратор.

## Биография
Родом из крестьян. Закончил Вятское художественно-промышленное училище, с 1921 по 1930 учился в московском ВХУТЕМАСе-ВХУТЕИНе. Среди учителей Пикова — П. Я. Павлинов, Л. А. Бруни, В. А. Фаворский, последний оказал на художника наибольшее влияние.
Иллюстрировал классические русские и зарубежные произведения. К их числу относятся книги издательства «Academia»: «Сочинения» А. Фиренцуолы (1933), антология «Лирика древней Эллады» (1934), «Лирика» Хафиза (1934). Иллюстрациями Пикова украшены издания армянского эпоса «Давид Сасунский» (1939—1940-е годы), «Антоний и Клеопатра» У. Шекспира (1944), «Илиада» Гомера (1949), трагедии Софокла (1954) и Эсхила (1956). В 1950-52 годах совместно с Фаворским работал над оформлением «Слова о полку Игореве», где выполнил сюжетную заставку, концовку, буквицы и другие элементы. В 1961 году создал ряд иллюстраций в технике ксилографии для «Божественной комедии» Данте.
В 1940-е годы Пиков создал ряд эстампов «Разгром немецких войск под Москвой». Является также автором портретов Т. С. Грица, М. И. Бабановой (оба 1932), Б. Шоу (1943), А. Н. Радищева (1949), У. Шекспира (1959) и других. Помимо прочего работал акварелью, занимался монументальной живописью и экслибрисами.
По мнению Фаворского графика Пикова «без каких-либо орнаментальных ухищрений передаёт стиль произведения».